# نانودو رافائل
نانودو رافائل (انگلیسی: Nando Rafael؛ زادهٔ ۱۰ ژانویهٔ ۱۹۸۴) بازیکن فوتبال اهل آلمان است.
از باشگاه‌هایی که در آن بازی کرده‌است می‌توان به باشگاه فوتبال آگسبورگ، باشگاه ورزشی آرهوس، باشگاه فوتبال بوخوم، باشگاه فوتبال فورتونا دوسلدورف، باشگاه فوتبال لویانگ لونگمن، باشگاه فوتبال آژاکس آمستردام، باشگاه فوتبال هرتابرلین، و باشگاه فوتبال بروسیا مونشن‌گلادباخ اشاره کرد.
وی همچنین در تیم‌های ملی فوتبال زیر ۲۱ سال آلمان و آنگولا بازی کرده‌است.